# Systat
Il protocollo systat, noto anche come Active Users, è un servizio Internet collegato alla porta 11, che alla ricezione di un pacchetto UDP o TCP risponde con la lista degli utenti attivi indipendentemente dal contenuto del pacchetto.